# Bouchemaine
Bouchemaine es una comuna y población de Francia, en la región de Países del Loira, departamento de Maine y Loira, en el distrito de Angers y cantón de Angers-Ouest.
Está integrada en la Communauté d’agglomération Angers Loire Métropole .

## Demografía
| 1279 | 1681 | 3223 | 5014 | 5799 | 6153 |
| Para los censos de 1962 a 1999 la población legal corresponde a la población sin duplicidades (Fuente: INSEE [Consultar]) |      |      |      |      |      |

Forma parte de la aglomeración urbana de Angers.